# Жизнь и смерть полковника Блимпа
«Жизнь и смерть полковника Блимпа» (англ. The Life and Death of Colonel Blimp) — британский военный фильм режиссёров Майкла Пауэлла и Эмерика Прессбургера (1943), снятый при участии таких актёров, как Роджер Ливси, Дебора Керр и Антон Уолбрук.

## Сюжет
Фильм повествует о судьбе британца Клайва Уайн-Кэнди. Жизнь главного героя прослеживается начиная с 1902 года, когда он — рядовой солдат, а затем молодой офицер, участник Англо-бурской войны, пройдя через ужасы первой мировой 1918—1919 г., уже будучи стариком, рассказывает о второй мировой войне, о бомбардировках английской столицы, вспоминает о временах своей военной молодости и утраченной любви.
Фильм начинает с повествования в 1943 году, в середине Второй мировой войны. Генерал-майор Клайв Уайн-Кэнди является командующим ополченцев. Он назначает учения, которые должны начаться в полночь, но молодой лейтенант «Спад» Уилсон наносит упреждающий удар, нарушая установленные правила ведения войны (захватив командование противника во главе с Кэнди прямо в сауне, где тот отдыхал), так как считает, что немцы так и воюют. Он игнорирует протесты возмущённых сторонников Кэнди, что «война начинается в полночь», между ними возникает потасовка и они падают в купальню.
Далее фильм переносит сюжет в 1902 год, когда Кэнди был ещё молодым лейтенантом, и начинаются длительные воспоминания с дней его молодости и стремительно растущая армейская карьера. Воспоминания длятся существенную часть фильма и охватывают почти всю жизнь Кэнди, подойдя к той сцене в турецкой бане.

## В ролях
- Роджер Ливси — Клайв Кэнди
- Дебора Керр — Эдит Хантер / Барбара Уинн / Анджела «Джонни» Кеннон
- Антон Уолбрук — прусский офицер Тео Кречмар-Шульдорф
- Урсула Джинс — фрау фон Кальтенек
- Джеймс Маккехни — Спад Уилсон
- Дэвид Хатчисон — Хоппи
- Джон Лори — Мердок
- Роланд Калвер — полковник Беттеридж
- Альберт Ливен — фон Риттер
- Артур Уонтнер — канцлер посольства